# Eiga Healin' Good Pretty Cure - Yume no machi de kyun! tto GoGo! Daihenshin!!
Eiga Healin' Good ♥ Pretty Cure - Yume no machi de kyun! tto GoGo! Daihenshin!! (映画 ヒーリングっど♥プリキュア ゆめのまちでキュン！っとＧｏＧｏ！大変身！！?, Eiga Hīringuddo ♥ Purikyua Yume no machi de kyun! tto GoGo! Daihenshin!!, Eiga Healin' Good ♥ Precure Yume no machi de kyun! tto GoGo! Daihenshin!!, lett. "Healin' Good ♥ Pretty Cure - Il film: Nella città dei sogni, entusiasticamente! GoGo! La grande trasformazione!!") è un film del 2021 diretto da Ryōta Nakamura.
È il ventinovesimo film d'animazione tratto dal franchise Pretty Cure di Izumi Tōdō e l'unico relativo alla diciassettesima serie Healin' Good ♥ Pretty Cure; tuttavia compaiono, con un ruolo secondario, anche le protagoniste della quarta e quinta serie.

## Trama
Nodoka, Chiyu, Hinata e Asumi arrivano a Tokyo per sperimentare il sistema di realtà virtuale/realtà aumentata detto Yume Arl, divenuto popolare negli ultimi tempi; tramite un ciondolo chiamato Yume Pendant è possibile entrare in connessione con i propri sogni e proiettarli nella realtà. EgoEgo, però, minaccia la tranquillità dell'evento e le Pretty Cure, a cui si uniscono Cure Dream e il suo gruppo di guerriere, si scontrano per difenderla. Una ragazzina famosa rappresentante dello Yume Arl, Kaguya, spiega che il luogo non è sicuro per chi possiede un bocciolo di sogno radioso perché il nemico mira a sottrarli. Nodoka e le altre scelgono di rimanere per proteggere i sogni delle persone, stringendo amicizia con lei, che fa loro da guida nella visita della città. Più tardi, Kaguya rimane sconvolta nello scoprire che sua madre, la scienziata Sarena Gashūin che ha sviluppato lo Yume Arl, ha catturato Cure Dream e le compagne per privarle dei boccioli di sogno radiosi ed è complice di EgoEgo. Sarena rivela di stare accumulando quanti più boccioli per far sbocciare il Fiore Miracoloso in minor tempo possibile e permettere a Kaguya di continuare a vivere; la ragazzina è infatti lo spirito di tale fiore e il suo indebolimento è dovuto all'uso eccessivo del potere che richiede la proiezione dei sogni nella realtà. Una volta che il fiore sboccia, EgoEgo si ribella agli ordini di Sarena e se ne impossessa, lasciando Kaguya priva di cura. Lo Yume Arl comincia a vacillare e le Pretty Cure fondono la forza dei loro sogni con quella degli Healing Animal, trasformandosi in Partner Form, per riuscire a fermare il nemico aiutate nel frattempo da Cure Dream e le altre. Quando sembra ormai sconfitto, egli si rialza e assorbe Kaguya dentro sé, mutando l'aspetto: la radiosità dei boccioli di sogno di Cure Grace e Cure Dream, unita a quelle delle altre guerriere, fa trasformare le due in Dream Cure Grace e sconfigge definitivamente EgoEgo. In una corsa contro il tempo per salvare Kaguya che sta esaurendo gli ultimi minuti di vita, Cure Grace chiede e raduna la forza dei sogni di tutte le persone, diventando Kaguya Grace e inondando la ragazzina di quelle emozioni. Kaguya, risvegliandosi come umana, riceve infine gli auguri di compleanno dalla madre Sarena.

## Personaggi esclusivi del film
Kaguya (カグヤ?, Kaguya)
È una ragazzina, famosa rappresentante del sistema di realtà virtuale Yume Arl. Ha la capacità di riconoscere i boccioli di sogno dentro le persone e la loro radiosità, ed è colei che tramuta la proiezione dei sogni in realtà; per questo, è anche chiamata "principessa dello Yume Arl". Ciò tuttavia le causa un costante indebolimento che la porta mano a mano a esaurire la sua vita. I suoi poteri derivano dal fatto che non è umana, ma è lo spirito del cosiddetto Fiore Miracoloso che garantisce la stabilità e funzionalità dello Yume Arl. Viene adottata da Sarena, la quale l'ha trovata da piccola durante le sue ricerche sulla realtà virtuale. Considera Sarena una madre e ci rimane male quando scopre che è complice di EgoEgo e mira a rubare i sogni della gente per scopi egoistici; in realtà quest'ultima vuole il suo bene e li sottrae per continuare a sviluppare lo Yume Arl ma allo stesso tempo per preservare la vita di Kaguya attraverso la fioritura del Fiore Miracoloso. Incontra le Pretty Cure e riconosce in Nodoka un bocciolo di sogno più radioso del solito. Quando il Fiore Miracoloso sboccia, sceglie di non utilizzarlo per sé, ma di restituire i boccioli di sogno a tutti coloro a cui erano stati rubati. Dopo essere stata assorbita da EgoEgo, sconfitto dalle Dream Cure Grace, viene salvata grazie a Kaguya Grace che chiede e raduna la forza dei sogni di tutti in lei, risvegliandosi come umana, libera da qualsiasi condizione.
Sarena Gashūin (我修院 サレナ?, Gashūin Sarena)
È la scienziata che ha sviluppato lo Yume Arl, nonché la madre adottiva di Kaguya. Dedica la sua vita a continue ricerche per poter migliorare la proiezione dei sogni in realtà e vorrebbe un mondo in cui tutte le persone possano vivere in pace. Sebbene sia riuscita a sviluppare una realtà virtuale, dopo aver appreso che l'aspettativa di vita di Kaguya è legata ad essa e che sarebbe morta da lì a breve, all'oscuro di quest'ultima, s'impegna affinché non accada sottraendo i boccioli di sogni dalla gente per far sbocciare in minor tempo possibile il Fiore Miracoloso dal quale deriva la vita stessa di Kaguya. Inizialmente si schiera contro le Pretty Cure che ostacolano il suo scopo, ma poi capisce di non aver considerato la volontà di Kaguya che non desidera che la gente soffra a causa sua. Una volta che EgoEgo viene sconfitto, rimane accanto a Kaguya rinata come umana.
EgoEgo (エゴエゴ?, Egoego)
È un lupo antropomorfo che mira ad ottenere quanti più boccioli di sogno possibili dai cuori delle persone, minacciando l'intera città. In origine, era una forma di vita artificiale, creata dalla scienziata Sarena partendo da uno dei Byogenz come corpo base, per aiutare la ricerca e lo sviluppo dello Yume Arl. Kaguya crede sia scappato dai laboratori della madre e semini il panico in città, ma in realtà è la madre stessa a mandarlo a caccia di boccioli di sogno radiosi tra le persone affinché il Fiore Miracoloso sbocci. Quando esso però sboccia, si ribella agli ordini di Sarena e se ne appropria. Sembra venire sconfitto dalle Pretty Cure in Partner Form, ma sopravvive e assorbe dentro di sé Kaguya, trasformandosi d'aspetto. Successivamente viene sconfitto in definitiva dalla combinazione di poteri di Cure Grace e Cure Dream. Torna così alla sua piccola forma originale e si scusa imbarazzato con Kaguya per quello che aveva fatto fino a quel momento.
Nicole Fujita (藤田 ニコル?, Fujita Nikoru) & Meru Nukumi (生見 愛瑠?, Nukumi Meru)
Sono due modelle della Tokyo Girls Collection riprodotta nell'incrocio di Shibuya su Yume Arl. I due personaggi sono un omaggio alle omonime modelle.
Hina Kagei (景井 ひな?, Kagei Hina) & Saaya (さぁや?, Saaya)
Sono due guide turistiche per l'esperienza con lo Yume Arl. I due personaggi sono un omaggio alle omonime tarento.
Rilakkuma (リラックマ?, Rirakkuma), Korilakkuma (コリラックマ?, Korirakkuma), Kiiroitori (キイロイトリ?, Kiiroitori) & Chairoikoguma (チャイロイコグマ?, Chairoikoguma)
Sono dei personaggi in stile anime dalla personalità ben sviluppata con precise caratteristiche antropomorfe, prodotti dalla compagnia giapponese San-X. Sono rispettivamente un orsetto color marrone, un'orsetta rosa pallido, un pulcino giallo e un orsetto marrone scuro. Appaiono durante l'evento dello Yume Arl.
ABCiee (エビシー?, Ebishī)
È la mascotte della azienda giapponese Asahi Broadcasting Corporation (ABC) che appare durante l'evento dello Yume Arl.
Airissun (あいりっすん?, Airissun)
È la mascotte del quartiere di Shibuya che appare durante l'evento dello Yume Arl.

## Oggetti magici
Yume Pendant (ゆめペンダント?, Yume Pendanto)
È un ciondolo grazie al quale, su Yume Arl, si può proiettare il proprio sogno nel mondo reale.
In Giappone, quando è uscito il film, gli Yume Pendant sono stati realmente distribuiti al pubblico nelle sale.
Bocciolo di sogno (夢のつぼみ?, Yume no tsubomi)
È un piccolo bocciolo che fiorisce nei cuori delle persone. Più sono forti i propri sogni da realizzare, più il bocciolo risulta radioso. Secondo Kaguya, che può riconoscerli, Nodoka ne possiede uno tra i più radiosi mai visti.
Fiore Miracoloso (奇跡の花?, Kiseki no Hana)
È il fiore dal quale è nata Kaguya, situato al di sopra dei cieli. Da esso dipendono i poteri, e di conseguenza la vita, di Kaguya per gestire l'intero sistema di realtà virtuale Yume Arl. Sarena desidera che fiorisca al più presto affinché Kaguya non muoia e lei possa continuare le sue ricerche, attraverso la donazione di una grande quantità di boccioli di sogno privati alle persone.

## Trasformazioni e attacchi
- Trasformazione (Partner Form (パートナー・フォーム?, Pātonā Fōmu)): le Pretty Cure si trasformano in Super Pretty Cure fondendo la forza dei loro sogni con quella dei loro Healing Animal. Gli abiti richiamano i tradizionali kimono giapponesi e le guerriere hanno delle caratteristiche fisiche dei rispettivi partner.

- Healing Partner Quartet (ヒーリング・パートナー・カルテット?, Hīringu Pātonā Karutetto): è l'attacco delle Super Pretty Cure con i loro Healing Animal utilizzando i rispettivi Healing Stick e la Earth Windy Harp. Le Pretty Cure infondono potere negli Healing Animal e in sella a loro, divenuti grandi, si proiettano come quattro vortici di energia rosa, blu, gialla e viola contro il nemico, purificandolo.

- Trasformazione (Dream Cure Grace (ドリームキュアグレース?, Dorīmu Kyua Gurēsu)): Cure Dream e Cure Grace si trasformano in Super Pretty Cure, combinando il potere dei loro boccioli di sogno e potenziate da quelli degli altri due gruppi di Pretty Cure.

- Healin' Good Dream (ヒーリングっど・ドリーム?, Hīringuddo Dorīmu): è l'attacco delle Dream Cure Grace utilizzando l'Healin' Good Arrow e l'Element Bottle nata dai sogni. Riempita la siringa del liquido energetico, le due Pretty Cure scagliano un vortice di energia che trapassa e purifica il nemico. A fine attacco, rivolgendosi al nemico ormai sconfitto, le guerriere dicono "Abbi cura di te." (「お大事に」?, "Odaijini").

- Trasformazione (Kaguya Form (カグヤ・フォーム?, Kaguya Fōmu)): Cure Grace si trasforma in Kaguya Grace unendo i sentimenti di tutti verso Kaguya in uno solo. L'abito è un kimono con petali di fiori di ciliegio che richiama quello della principessa Kaguya e il jūnihitoe.
- Attacco: dopo che Rabirin assume le sembianze di un grande scettro, Kaguya Grace scaglia con esso un raggio di energia colmo dei sentimenti di tutti verso Kaguya, riportandola in salute.

## Luoghi
Yume Arl (ゆめアール?, Yume Āru)

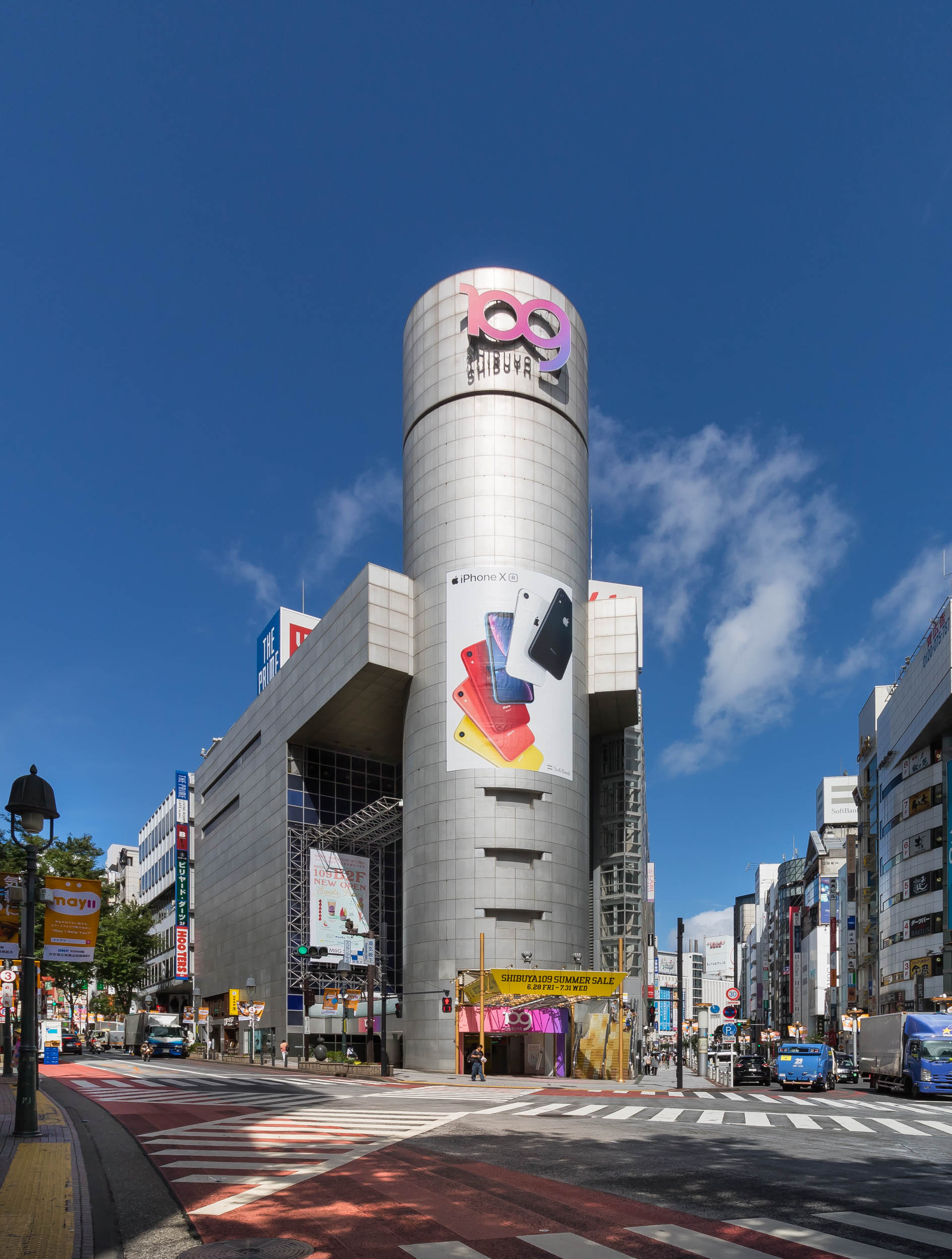
Facciata del centro commerciale 109 a Shibuya, Tokyo, che compare anche nel film

Definita come "la città dei sogni" (ゆめのまち?, Yume no machi), è un sistema di realtà virtuale/realtà aumentata divenuta popolare a Tokyo. È stata sviluppata da Sarena, mentre Kaguya ne è la rappresentante. Con il potere dello Yume Pendant, si può proiettare il proprio sogno nel mondo reale.
Dancing Island (ダンシングアイランド?, Danshingu Airando)
Appare in Puchi - Tobikome! Collabo ♡ Dance Party!. È la terra dove Nodoka e le altre organizzano una festa, alla quale invitano Manatsu e il suo gruppo.

## Colonna sonora
| Nº | Titolo CD | Numero tracce | Data uscita   |
| -- | --- | ------------- | ------------- |
| 1  | Grace Flowers / Yakusoku (Ｇｒａｃｅ Ｆｌｏｗｅｒｓ／やくそく?) | 4             | 17 marzo 2021 |
| 2  | Eiga Healin' Good ♥ Precure - Yume no machi de kyun! tto GoGo! Daihenshin!! - Original Soundtrack (映画 ヒーリングっど♥プリキュア ゆめのまちでキュン！っとＧｏＧｏ！大変身！！ オリジナル・サウンドトラック?) | 33            | 17 marzo 2021 |

### Sigle
La sigla originale di apertura è composta da Hideaki Takatori con il testo di Saori Kodama, mentre quella di chiusura da Izumi Mori con il testo di Sumiyo Mutsumi.
Sigla di apertura
- Healin' Good ♥ Precure Touch!! (ヒーリングっど♥プリキュア Ｔｏｕｃｈ！！?), cantata da Rie Kitagawa

Sigla di chiusura
- Yakusoku (やくそく?), cantata da Machico

## Cortometraggio
Eiga Tropical-Rouge! Pretty Cure - Puchi - Tobikome! Collabo ♡ Dance Party! (映画 トロピカル～ジュ！プリキュア プチ とびこめ！コラボ♡ダンスパーティ！?, Eiga Toropikaru~ju! Purikyua Puchi Tobikome! Korabo ♡ Dansu Pāti!, lett. "Tropical-Rouge! Pretty Cure - Il film corto: Tuffiamoci! Collabo ♡ Dance Party!") è un corto di circa sei minuti con protagoniste le Pretty Cure della diciottesima serie Tropical-Rouge! Pretty Cure, proiettato alla fine del film.
Il corto vede Manatsu e le altre ricevere un invito ad una festa organizzata da Nodoka e il suo gruppo, ma sono in ritardo. Mentre si dirigono al luogo designato, Dancing Island, succede qualcosa di inaspettato e si ritrovano a lottare a mezz'aria contro uno Yaraneeda.
La sigla di coda è un medley della seconda sigla di chiusura di Healin' Good ♥ e la prima di chiusura di Tropical-Rouge!, in cui si esibiscono le Pretty Cure, intitolato Everybody ☆ Healin' GooDay! & Tropica I-N-G - Ending relay (エビバディ☆ヒーリングッデイ！＆トロピカ Ｉ・Ｎ・Ｇ エンディングリレー?) e interpretato da Kanako Miyamoto e Chihaya Yoshitake.

## Distribuzione
Il film è stato proiettato per la prima volta nelle sale cinematografiche giapponesi il 20 marzo 2021. Il DVD e il Blu-ray, nei cui contenuti speciali è stato incluso il cortometraggio, sono usciti il 21 luglio 2021.
I primi due minuti del lungometraggio sono stati resi disponibili sul canale ufficiale YouTube dedicato al franchise un giorno prima dell'uscita nelle sale.

## Accoglienza
Nel primo fine settimana di proiezione, il film ha incassato la cifra di 115 milioni di yen, piazzandosi al quarto posto del box office. L'incasso totale è di 470 milioni di yen circa.

## Altri adattamenti
Un adattamento in cartaceo del film è stato pubblicato da Kōdansha il 22 marzo 2021 con ISBN 978-4-06-522898-2.
Come pubblicazione correlata, il 27 marzo 2021 è uscito un drama-CD, scaricabile tramite l'app gratuita "HELLO! MOVIE", dal titolo Precure 5: Yume no machi e iku! (プリキュア５ ゆめのまちへ行く！? lett. "Pretty Cure 5 - Andiamo alla città dei sogni!"), incentrato sulle Pretty Cure della quarta e quinta serie durante la trama del film. Esso è stato poi incluso nell'edizione limitata del DVD/Blu-ray del film.